# Hugo Romani
Hugo Romani (Francisco Antonio Bianchi; * 23. Dezember 1919 in Mendoza; † 16. Oktober 2016 in Buenos Aires) war ein argentinischer Sänger.

## Leben und Wirken
Bianchi besuchte die Don-Bosco-Schule der Salesianer und begann 1940 bei den Yacimientos Petrolíferos Fiscales zu arbeiten. Im selben Jahr besuchte er Juan Díaz André, einen Tenor am Teatro Colón. Dieser bestätigte ihm eine außergewöhnliche Stimme, bildete ihn binnen drei Monaten aus und gab ihm den Bühnennamen Hugo Romani. Er trat zwei Monate beim Radiosender L.V. 10 in Mendoza auf und ging dann nach Buenos Aires, wo ihn der Komponist und Leiter des Orchesters von Radio Splendid, Alejandro Gutiérrez del Barrio, engagierte. Nach kurzer Zeit hatte er dort Auftritte zur Hauptsendezeit wie die Sänger Libertad Lamarque, Hugo del Carril, Amanda Ledesma, Charlo und Alberto Gómez und die Tangoorchester von Juan D´Arienzo, Anibal Troilo, Angel D’Agostino, Osvaldo Pugliese, Enrique Rodríguez, Miguel Caló, Francisco Canaro, Genaro Salinas, Gregorio Barrios, Fernando Torres, Leo Marini und Fernando Albuerne.
Ab 1944 trat er drei Jahre lang regelmäßig in einem Luxusrestaurant in Buenos Aires auf und lernte dort Musiker wie Enrique Santos Discépolo, Enrique Cadícamo, Homero Manzi, Cátulo Castillo, José Razzano und Homero Espósito kennen. 1945 entstanden erste Plattenaufnahmen beim Label Odeon. 1947 debütierte er bei Radio Cultura  in Caracas. 1948 trat er in César de Alencars Programm bei Nacional Río de Janeiro auf. Im Jahr 1949 wurde er für das Programm Caravana Camel bei Radio Continental in Caracas engagiert, an dem u. a. auch Pedro Vargas, Juan Arvizu, Alfonso Ortiz Tirado, Elvira Ríos, Ana María González, Néstor Chaires, Gregorio Barrios, Chela Campos, Toña la Negra, María Luisa Landín, Fernando Fernández, Alfredo Sadel, Héctor Cabrera, Mario Suárez und Chucho Martínez Gil teilnahmen.
Anfang der 1950er Jahre lebte Romani drei Jahre lang in Kolumbien, danach unternahm er jährlich Tourneen durch Lateinamerika und die USA. Renny Ottolina engagierte ihn 1958 für seine Fernsehshow El Show de Renny und machte ihn im Folgejahr zum Coproduzenten der Sendung. Ab 1967/68 produzierte er vier Jahre lang für das Fernsehen in Argentinien, Brasilien, Peru, Venezuela, Kolumbien und Mexiko die Sendung Topo Gigio. 1982 zog er sich von seinen Aktivitäten als Künstler und Produzent zurück.
1991 nahm Romani ein Einladung zur Veranstaltung Cien Años de Bolero Cantándole al Corazón in Kolumbien an und trat mit Leo Marini erstmals seit Ende der 1950er Jahre wieder als Sänger auf. Nach dem erfolgreichen Comeback lud ihn Radio Cadena Nacional im Folgejahr für das Programm zur Feier des 500. Jahrestages der Gründung Bogotas ein. Auf Einladung Jorge Alarcóns trat er im gleichen Jahr zwei Wochen im New Yorker Nachtclub Añoranzas auf. Nach verschiedenen Auftritten in Kolumbien und Mexiko (mit Juan Bruno Tarraza, Cuco Sánchez, Amparo Montes) nahm er 1994 die CD Cuenta Conmigo und 1995 ein Album mit einem Orchester unter der Leitung von Raúl Parentella auf.
1996 lud ihn Jose Loyola Fernandez, der Präsident der Unión de Escritores y Artistas de Cuba zum Festival Boleros de Oro, an dem er in diesem und dem folgenden Jahr teilnahm. In Bogota trat er bei einem Benefizkonzert zu Gunsten der Fundacion Sanar unter Leitung von Maria Isabel Saavedra teil. 1999 stellte er sein neues Album Cuenta Conmio in Brasilien vor. Auch nach 2000 unternahm er Konzertreisen in Lateinamerika und nahm an verschiedenen Bolero-Festivals teil.